# Sweet Bitter Love
A Sweet Bitter Love című dal az amerikai Gwen Guthrie 1990-ben megjelent kislemeze a Hot Times című albumról. A dal a 74. helyen végzett az amerikai Billboard R&B / Hip-Hop listán.[forrás?]
A dal promóciós 12-es lemezen jelent meg az Egyesült Államokban.

## Megjelenések
12"  Reprise Records – PRO-A-4786
- A	Sweet Bitter Love (Edit) 3:57
- B	Sweet Bitter Love (Album Version) 4:29

## Felhasznált zenei alapok
- A dal alapjait 1994-ben a Dj Rus de Tox feat. Zoe - With a 'K' című dalában használták fel.[2]

## Közreműködő előadók
- Vezető Producer – Benny Medina, David Shaw, Gwen Guthrie
- Producer – Brian Jackson, Gwen Guthrie

## Slágerlista
| 1990 | Sweet Bitter Love | - | 27 | - |